# Asociación Deportiva Orizabeña (A.D.O.)
La Asociación Deportiva Orizabeña, conocida popularmente por sus siglas ADO; fue un club de fútbol profesional que militó en la Primera División de México entre 1943 y 1949.

## Historia
En un local de la compañía petrolera El Águila en Orizaba ocurrió la fundación de este club el 1 de abril de 1916 entre sus firmantes y fundadores están Rosendo Gómez, Alberto Campos, Mario A. Ojeda, Rafael Romero,Gustavo Gómez Cinta, Miguel Frangos Roccas, Milciades Frangos Roccas, Gonzalo Arzamendi, Alejandro Riquelme, Juan Knight, Daniel Guevara, Jorge Powel, León Fernández y Octavio Carreón. Inicialmente se llamó U-29, nombre de un famoso submarino alemán de la Primera Guerra Mundial. Tres mese después, el U-29 se transformó Asociación Deportiva Orizabeña, Isidro Palau fue su primer tesorero y quien propuso el nuevo nombre. Con una trayectoria ascendente la A.D.O. llegó a ser cantera de destacados jugadores.
En 1943 ingreso a la Liga Mayor del fútbol mexicano. Su debut en el campeonato 1943-44 tuvo lugar el domingo 17 de octubre de 1943 en Orizaba. El adversario fue el América, quien ganó el juego por 6 a 1. Tras sufrir otra derrota y otra goleada en su segundo encuentro (1-5 contra Guadalajara), conquistó su primer triunfo el 7 de noviembre, en lo que también fue la mayor goleada a favor de su historia, al vencer 9-2 a Atlas de Guadalajara. Ese mismo torneo recibiría de igual forma su mayor goleada en contra al caer 2-8 ante el España.
Luego de finalizar en penúltimo lugar los dos primeros años, consiguió una posición de media tabla en 1945-46, en la que eslabonó su mejor racha de victorias (cinco). En 1947-48 alcanzó su mejor logro: un quinto lugar a solo cinco puntos del campeón León. Descendió un peldaño en 1948-49, año en el que no dejó de anotar en ninguno de los 28 partidos de que constó la temporada, igualando el récord de Veracruz de 1946-47.
Sin embargo dificultades económicas orillaron al club a anunciar el 6 de septiembre de 1949 su retiro de la Primera División. Su último encuentro había correspondido a su eliminación del torneo de Copa México 1948-49 el pasado 24 de julio cuando cayó 1-2 ante Moctezuma de Orizaba.